# 旗山車站

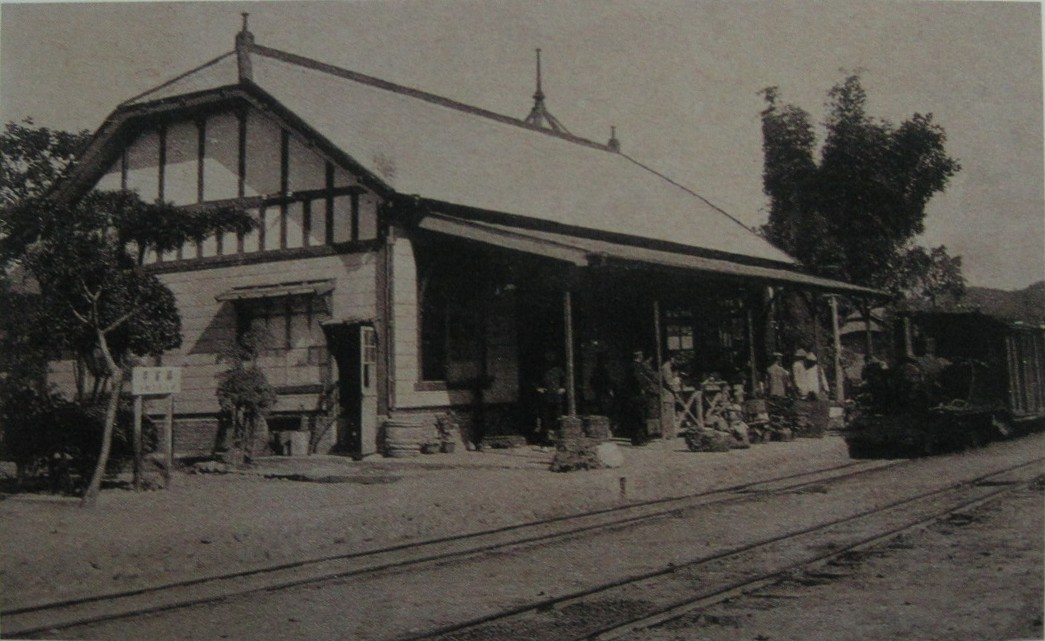
日本時代舊貌（背面）

旗山車站，位於台灣高雄市旗山區，為台灣糖業股份有限公司旗尾線之鐵路車站。今已廢止。

## 車站構造
- 洋風建築（日文：和洋折衷建築）
- 半木骨造、桁架結構建築、半透明木架建築、木架建築（half timbering）
- 原宿車站

## 利用情況
- 停駛後長期閒置，多次遭火災。相關當局一度計畫拆除。

## 週邊
- 旗山老街

## 歷史
- 明治43年（1910年）8月20日 - 高砂製糖株式會社鐵道線路九曲堂＝旗尾間運輸營業開始。設九曲堂、大樹脚、嶺口、溪洲、蕃薯藔、旗尾等站[1]，稱為旗尾線。稍後高砂製糖併入鹽水港製糖。
- 大正9年（1920年）10月1日 - 配合行政區改制，站名亦由蕃薯藔改稱旗山[2]。
- 戰後 - 成立台灣糖業公司，成為其轄事業。
- 1973年 - 除九曲堂＝溪埔間10km外，旗尾線餘段停辦客運[3]。
- 1979年 - 全線廢止客運[4]。
- 2005年7月14日 - 指定為縣歷史建築
- 2009年7月25日 - 修復完成
- 2016年4月1日 - 去年因天花板材塗料老化及風災外牆部分損壞等而暫停開放館舍。一直到開幕前一天修復完成，隔天重新開幕，新名為「糖鐵故事館」，並由高雄市政府文化局承接。[5]

## 外部連結
- 旗山車站
- 旗山車站-糖鐵故事館 （页面存档备份，存于）
- 旗山車站(原旗山驛)——高雄市政府文化局
- 旗山車站(原旗山驛)——文化部文化資產局 （页面存档备份，存于）